# Malik Taj al-Din Shah-i Shahan
Taj al-Din Shah-i Shahan Abu l-Fath (vers 1349 – febrer o març de 1403) fou malik mihrabànida de Sistan de 1383 fins a la seva mort. Era fill de Masud Shihna, un príncep mihrabànida.
Vers 1381 Shah-i Shahan fou enviat per Malik Qutb al-Din ibn Izz al-Din com a ostatge i ambaixador a la cort de Tamerlà, amb l'encàrrec d'oferir tribut al conqueridor. Va causar bona impressió a Tamerlà fins al punt que va acceptar el tribut però li va permetre retornar a Sistan.
El 1383 Tamerlà va envair Sistan entrant a Zarandj, i va empresonar a Qutb al-Din. Llavors va posar al tron a Taj al-Din Shah-i Shahan al que ja coneixia i apreciava; la condició fou que havia de convèncer els defensors de la ciutadella de Zarandj (que encara resistia) que s'havien de rendir. Ho va aconseguir però Tamerlà havia promès que respectaria la ciutat si es rendien, i no va complir la promesa saquejant Zarandj i fent una massacre a la capital que va durar tres dies; els notables foren deportats i els soldats van cremar la ciutat; després Tamerlà va saquejar altres llocs de Sistan, respectant només els dominis privats de Shah-i Shanan. La fortalesa de Taq i diverses preses d'embassament d'aigua i canals de reg foren destruïts abans de marxar en direcció a Bust que també fou saquejada (aquesta ciutat fou llavors abandonada i el seu lloc està marcat per Qala-e Bost).
Shah-i Shahan va romandre governador d'un Sistan devastat. Va netejar de morts la capital Zarandj (Shahr-i Sistan) i va enviar als sobrevivents a les àrees rurals i als seus propis territoris personals que estaven intactes. Mentre el govern d'Isfizar havia estat donat a dos altres mihrabànides: Shah Giyath al-Din ibn Shah Abu l-Fath i Shah Jalal al-Din; un any després (1384) van envair la resta de Sistan conjuntament, i van intentar expulsar a Shah-i Shanan però aquest va demanar ajut a Tamerlà que va enviar un exèrcit que va forçar als invasors a fugir de Sistan.
Shah-i Shahan va seguir restaurant la província reconstruint algunes de les rescloses i canals destruïdes per Tamerlà. També va arranjar una sèrie d'aliances matrimonials amb la línia de Muhammad ibn Malik Nusrat al-Din Muhammad, que era l'altre únic sobrevivent de la família mihrabànida. Shah-i Shahan va passar força temps acompanyant a Tamerlà en les campanyes militars d'aquest; va participar en la conquesta d'Alep el 1400 i estava present a la batalla d'Ankara del 20 de juliol de 1402 contra els otomans. Mentre estava absent de Sistan va deixar el govern al seu cunyat Shams al-Din Shah Ali i quan aquest va morir vers 1402, el seu fill Qutb al-Din Muhammad va agafar el govern al seu lloc.
El 1403, mentre retornava al Sistan després de la campanya contra els otomans, va morir. Qutb al-Din Muhammad, que també havia participat en la campanya contra els otomans però havia retornat uns dos anys abans, fou nomenat llavors malik titular per Tamerlà.